# Eptagonia
Eptagonia (griechisch Επταγώνεια) oder Eftagonia (griechisch Εφταγώνεια) ist eine Gemeinde im Bezirk Limassol in der Republik Zypern. Bei der Volkszählung im Jahr 2021 hatte sie 317 Einwohner.

## Lage und Umgebung

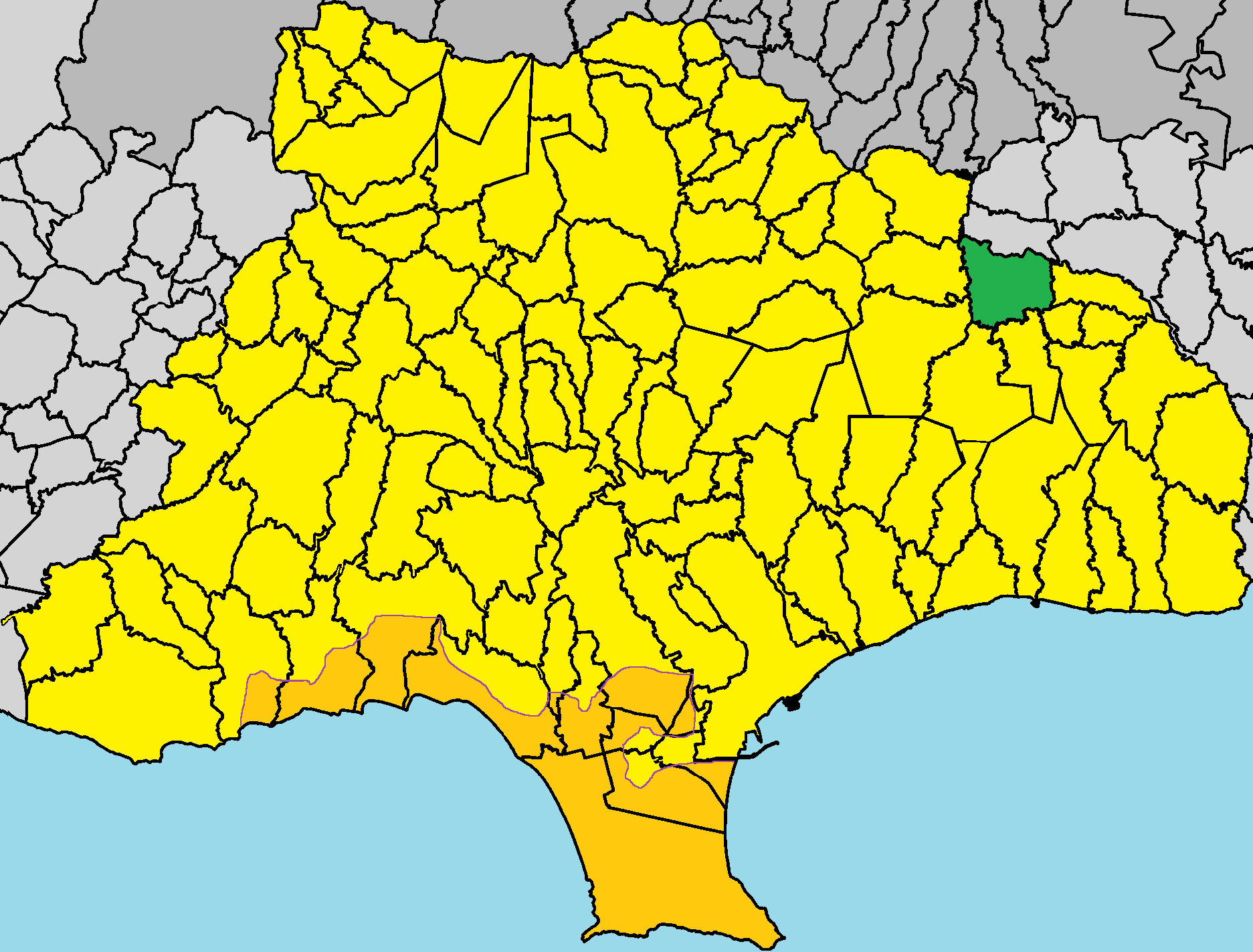
Lage im Bezirk Limassol

Eptagonia liegt auf der Mittelmeerinsel Zypern auf einer Höhe von etwa 455 Metern, etwa 28 Kilometer nordöstlich von Limassol. Es wurde am Fuße des Papoutsa erbaut und befindet sich in der geografischen Region Pitsilia. Auf den Ackerflächen des Dorfes werden Mandarinen, Orangen, Oliven, Mandeln, Johannisbrot, Getreide, Kartoffeln und Weintrauben angebaut. Das etwa 12 Quadratkilometer große Dorf grenzt im Westen an Arakapas, im Südwesten an Dierona und Prastio (Kellaki), im Süden an Kellaki, im Südosten an Klonari, im Osten an Akapnou und im Norden an Melini.

## Geschichte
Erste schriftliche Berichte über Eptagonia existieren aus der Zeit der fränkischen Herrschaft. Es war eines der Ländereien des Templerordens in Zypern. Als der Orden aufgelöst wurde, ging das Dorf in den Besitz der Johanniter über, die ihren Sitz in Kolossi hatten. Somit wurde es Teil der „Großen Komturei“.

### Bevölkerungsentwicklung
| Jahr      | 1881 | 1891 | 1901 | 1911 | 1921 | 1931 | 1946 | 1960 | 1976 | 1982 | 1992 | 2001 | 2011 | 2021 |
| Einwohner | 316  | 338  | 325  | 302  | 385  | 343  | 470  | 427  | 349  | 294  | 294  | 329  | 353  | 317  |